# Щеглов, Александр Сергеевич
Александр Сергеевич Щеглов (20 марта 1916, Чиндяново — 24 октября 1989) — эрзянский советский писатель. Участник Великой Отечественной войны

## Биография
Родился в семье крестьян. В 1939 году Закончил Ленинградский институт журналистики. С 1940 года — Член КПСС. Его произведения стали печататься в 1932 году. Написал стихотворный сборник «Маленький патриот» (1941), поэму «Звени, бандура» (1944), сборники «Рассказы» (1951), «Здесь все красивы» (1963) и другие, пьесу «Комсомольский билет» (1950), а также стихи для детей. В 1967—1971 работал в журнале «Сятко» главным редактором. Произведения Александра Сергеевича были переведены на языки различных народов Советского Союза. Был награждён орденом Красной Звезды и различными медалями.